# Fella Bennaceur
Pour les articles homonymes, voir Bennaceur.
Fella Bennaceur, née le 22 mai 1985, est une nageuse algérienne.

## Carrière
Fella Bennaceur est médaillée d'argent du 100 mètres papillon et du 100 mètres nage libre et du 4 x 200 mètres nage libre ainsi que médaillée de bronze du 4x100 mètres nage libre aux Championnats d'Afrique de natation 2006 à Dakar.
Aux Championnats d'Afrique de natation 2010 à Casablanca, elle est médaillée de bronze du 4 × 200 mètres nage libre.
Aux Jeux africains de 2011 à Maputo, elle est médaillée de bronze du 4 × 100 m nage libre, du 4 × 200 m nage libre et du 4 × 100 m quatre nages.
Elle obtient la médaille de bronze du 50 mètres papillon, du 100 mètres papillon, du 4 × 100 m nage libre, du 4 × 200 m nage libre et du 4 × 100 m quatre nages aux Championnats d'Afrique de natation 2012 à Nairobi.